# Perityle cochisensis
Perityle cochisensis là một loài thực vật có hoa trong họ Cúc. Loài này được A.M.Powell mô tả khoa học đầu tiên năm 1973.